# Jens Vahl (botaniker)
Jens Lorenz Moestue Vahl, född 27 november 1796 i Köpenhamn, död 5 november 1854 i Köpenhamn, var en dansk botaniker och biblioteksman; son till Martin Vahl, farbror till Jens och Johannes Vahl. 
Vahl utbildade sig först till farmaceut och blev filosofie doktor i Rostock 1842. Han var assistent och bibliotekarie vid Köpenhamns botaniska trädgårds museum och bibliotek 1840-50. Han genomreste Europa 1822-26, deltog i Wilhelm August Graahs Grönlandsexpedition 1828-29, kvarblev på Grönland som samlare och besökte Spetsbergen 1838 och 1839 med den franska Rechercheexpeditionen. Han utgav häfte 40 av "Flora danica", lämnade många bidrag till Danmarks fytografiska litteratur och skrev Observations sur la végétation en Islande (tryckt i E. Roberts "Voyage en Islande et au Groënland", 1841).